# グレッグ・ベンディアン
グレッグ・ベンディアン（Gregg Bendian、1963年7月13日 - ）は、アメリカのジャズ・ドラマー、パーカッショニスト、ピアニスト、作曲家である。
アメリカ・ニュージャージー州イングルウッドで生まれたベンディアンは、ノエル・ダコスタに師事した。彼は、ネルス・クライン、パット・メセニー、デレク・ベイリー、ペーター・ブロッツマン、スティーヴ・ハント、ゲイリー・ルーカス、セシル・テイラーなどと共演し、レコーディングを行ってきた。彼自身の名義と、彼のグループであるインターゾーン (Interzone)名義で録音されたアルバムには、フュージョンとフリー・ジャズの要素が組み込まれている。
ベンディアンはトリビュートを録音することを好んでいる。インターゾーンで、漫画家ジャック・カービーへのトリビュートとしてアルバム『Requiem for Jack Kirby』を録音した。また、オクティヴィア・E・バトラーやその他の人物へのトリビュートを録音している。1999年に、彼とネルス・クラインは、ジョン・コルトレーンのアルバム『インターステラー・スペース』のカバー・アルバムであり、好評を受けた『Interstellar Space Revisited』をリリースした。このアルバムについてベンディアンは「フリー・ジャズ・ドラムに向けた私からのラブレター」と表現している。CDについて『The Penguin Guide to Jazz』は、「元となったアルバムに戻ることなく、この現代的なペアによる音楽を聴くのは難しいことです。ベンディアンとクラインをもう一度聴きたいという気持ちなしで、それを再訪することもまた難しいことです」と述べた。
2000年には、ヴァイオリニストのジェフ・ゴーティエ、ベーシストのスチュアート・リービグ、ギタリストのG.E.スティンソンと協力して、スタジオでライブ録音された即興による楽曲のアルバム『Bone Structure』をコラボレートした。2003年にリリースされ、『ダウン・ビート』誌でジョン・アンドリュースから4つ星を獲得した。

## ディスコグラフィ

### リーダー・アルバム
- Noir (1993年、Les Disques Victo) ※with Paul Plimley、Lisle Ellis
- Definite Pitch (1994年、Aggregate Music)
- Sacred Scrape (1994年、Rastascan) ※with ペーター・ブロッツマン、ウィリアム・パーカー
- Banter (1995年、OODiscs) ※with デレク・ベイリー
- Bang! (1996年、Truemedia Jazzworks) ※with ポール・ワーティコ
- 『サイン・オブ4』 - The Sign Of 4 (1997年、Knitting Factory Works) ※with デレク・ベイリー、パット・メセニー、ポール・ワーティコ
- Espiritu (1998年、Truemedia Jazzworks) ※with アレックス・クライン
- Interstellar Space Revisited: The Music Of John Coltrane (1999年、Atavistic) ※with ネルス・クライン
- Bone Structure (2003年、Cryptogramophone) ※with ジェフ・ゴーティエ、スチュアート・リービグ、G.E.スティンソン
- Who Knew Charlie Shoe? (2007年、Cuneiform) ※with リチャード・レオ・ジョンソン
- Research (2008年、Aggregate Music)

### インターゾーン
- Gregg Bendian's Interzone (1996年、Eremite)
- Myriad (2000年、Atavistic)
- Requiem for Jack Kirby (2001年、Atavistic)